# Hamlet (film, 1908)
A Hamlet William Shakespeare azonos című drámája nyomán 1908-ban készített és bemutatott francia némafilm Henri Desfontaines rendezésében.

## Szereplők
- Jacques Grétillat – Hamlet
- Gabrielle Colonna-Romano – Gertrud
- Henri Desfontaines
- Claude Benedict